# Stamnodes costimacula
Stamnodes costimacula är en fjärilsart som beskrevs av Grossbeck 1912. Stamnodes costimacula ingår i släktet Stamnodes och familjen mätare. Inga underarter finns listade i Catalogue of Life.